# Chiello
Chiello, pseudonimo di Rocco Modello (Venosa, 9 aprile 1999), è un cantautore e rapper italiano.

## Biografia

### Primi anni
Chiello ha iniziato a rappare intorno ai dodici/tredici anni. I suoi gusti spaziano tra hip hop e rock; alcuni dei suoi artisti preferiti sono XXXTentacion, Lil Peep, Juice WRLD, Iggy Pop, Joy Division e Nirvana. Ha frequentato il liceo artistico di Melfi, che ha abbandonato al penultimo anno per dedicarsi esclusivamente alla musica. A diciotto anni ha lasciato il suo paese natale e per un breve periodo si è trasferito a Genova con alcuni amici conterranei, dove ha formato gli FSK Satellite nel 2017. Si è poi spostato a Milano, dove risiede tuttora.

### 2017-2019: La carriera con i FSK Satellite
Il collettivo FSK Satellite è composto dallo stesso Chiello, oltre che da Taxi B e Sapobully. Il progetto, anche se di breve vita, ha pubblicato due dischi che hanno riscosso successo nel panorama trap italiano.
Nel 2018 è uscito il mixtape Zingaro, in collaborazione con Sapobully e con la partecipazione di Taxi B in alcuni brani. Dopo pochi mesi, nel 2019 ha pubblicato un EP di cinque tracce intitolato Non troverai un tesoro.

### 2021-2023: Debutto da solista,Oceano Paradiso
Nel febbraio del 2021, Chiello ha anche collaborato con Colapesce e Mace per il brano Ayauasca nell'album OBE, mentre nel novembre 2021 ha duettato con Madame in La strega del frutteto contenuta nell'album X2 di Sick Luke. Nello stesso anno ha collaborato con Rkomi al brano Cancelli di mezzanotte, contenuto nell'album Taxi Driver.
Nel corso del 2021, ha partecipato come ospite ai live di X Factor, anno in cui i giudici sono Mika, Manuel Agnelli, Emma Marrone e Hell Raton. Il 14 ottobre è uscito il suo primo album realizzato interamente da solista Oceano paradiso, contenente un unico featuring con Taxi B e le musiche di Shablo, Mace e Greg Willen. L'album è anticipato dal singolo Quanto ti vorrei.
Nell'estate del 2022 ha preso parte al TIM Summer Hits e alla serata finale dei TIM Music Awards nell'Arena di Verona; inoltre, ha realizzato il suo primo tour ufficiale per presentare le canzoni del nuovo album.

### 2023-2024:Mela marcia
Il 17 marzo 2023 ha pubblicato il singolo Milano dannata, seguito dal singolo Puoi fare meglio, pubblicato il 12 maggio seguente; i due singoli aprono la strada al secondo album del rapper, Mela marcia, pubblicato due settimane più tardi.
Il 16 febbraio 2024 ha partecipato insieme al rapper Tedua al brano del cantante Mahmood, Paradiso, contenuto nel disco Nei letti degli altri. L'8 marzo seguente insieme a Coez ha partecipato al singolo Ruggine del producer Mace. Nello stesso anno ha pubblicato i singoli Limone, Stanza 107 e il singolo stand-alone Ho sbagliato ancora.

### 2025-presente:Scarabocchi
Il 24 gennaio 2025 ha pubblicato il singolo Amore mio. Il 14 febbraio dello stesso anno ha partecipato come ospite alla serata delle cover del 75º Festival di Sanremo, cantando il brano Fiori rosa fiori di pesco di Lucio Battisti, in duetto con la cantante in gara Rose Villain.
Il 28 marzo 2025 ha pubblicato il singolo Pirati. Il 31 marzo ha annunciato l'uscita del suo terzo album in studio Scarabocchi, pubblicato l'11 aprile seguente; l'album contiene tredici brani, compresi i singoli pubblicati l'anno precedente e il singolo Amici stretti pubblicato l'8 aprile.

## Discografia

### Da solista
Album in studio
- 2021 – Oceano paradiso
- 2023 – Mela marcia
- 2025 – Scarabocchi

### Con gli FSK Satellite
Album in studio
- 2019 – FSK Trapshit
- 2020 – Padre figlio e spirito